# Kurpark Wiesbaden
Het Kurpark (Duits voor Kuurpark) is het bekendste park in de Duitse stad Wiesbaden.
Het park is gelegen in het stadsdeel Nordost in het centrum van de stad. Het is 7,5 ha groot en bestaat in zijn huidige vorm sinds 1852. Aangrenzend aan Kurpark en Kurhaus is het Hessisches Staatstheater gehuisvest, met daarachter een tweede park, Warmer Damm.

## Lijst met Diersoorten

#### Zoogdieren
- Euraziatische otter
- Euraziatische wolf
- Europese wolf
- Europese bruine beer
- Europese das
- Europese lynx
- Europese moeflon
- Europese nerts
- Europese rode vos

- Hamster
- Wasbeerhond
- Edelhert
- Everzwijn
- Noord-Amerikaanse wasbeer
- Beverrat
- Amerikaanse Bizon
- Gewone Degoe